# 추자군도
추자군도(楸子群島)는 제주시에서 가장 북쪽 제주해협에 위치한 군도로, 행정구역상 제주특별자치도 제주시 추자면에 속한다.
주 섬인 상추자도와 하추자도가 추자대교로 서로 연결되어 있고, 횡간도, 추포도를 포함한 4개의 유인도, 38개의 무인도로 이루어져 있다. 항구인 신양항은 하추자도에 있다. 추자군도의 전체 면적은 7.05 km2이며, 인구는 2019년 12월 31일 주민등록 기준으로 1,733 명이다.

## 역사
추자군도는 행정구역상 제주특별자치도에 속해 있으나, 지리적으로 전라남도 완도군과 접해 있고 언어·문화적으로도 전라남도에 가깝다.
고려 시대부터 한반도 육지부에서 나주, 해남, 강진을 거쳐 제주로 건너가기 위한 관문 역할을 한 곳이었다. 김방경(金方慶)이 삼별초를 진압하기 위해 추자도에 정박한 적이 있고, 1374년에는 최영(崔瑩)이 목호의 난 진압을 위해 제주로 향하던 중 풍랑을 만나 추자도에 정박하여 추자도 어민들에게 그물 짜는 법을 알려주었다는 전설이 있으며, 최영 장군의 사당이 세워졌다.
《원사》(元史)에는 지원(至元) 30년(고려 충렬왕 30년, 1293년)에 조서를 내려 탐라(제주도)에서 압록강에 이르는 물길의 요충지마다 30곳의 수역(水驛)을 세우게 했다는 기록이 있으며, 그 가운데 한 곳이 추자도로써 조선 초기까지 당시 세운 수참(水站)의 흔적이 추자도에 남아 있었다고 한다(《신증동국여지승람》) 제주 본섬에서 추자도로 고기잡이하러 나갔다가 풍랑을 만나 일본이나 중국에 표류하는 일도 적지 않았으며, 조선 후기 실학자 한치윤(韓致奫)의 《해동역사》(海東繹史)는 청 건륭 5년(1740년) 중국 강남의 소전현 백성이 바닷가에서 무역하다가 풍랑으로 표류해 조선의 추자도까지 떠내려가서 구조되어 돌아왔다는 《대청회전》(大淸會典)의 기록을 소개하고 있다.
고려 충숙왕(忠肅王) 10년(1323년)에 군산도에 침입한 왜구가 추자도에 출몰해 노약자를 잡아간 것을 시작으로, 조선 성종 25년(1494년)에도 왜선 4척이 추자도에 출몰해 제주도에서 진상하던 공물을 약탈하기도 하였다.
| Daedongyeojido (Gyujanggak) 20-04.jpg |
| Daedongyeojido (Gyujanggak) 21-01.jpg |

조선 시대에는 전라도 영암군의 월경지인 이진진(梨津鎭, 현 전라남도 해남군 북평면 이진리)에 속하였다. 1896년에 전라남도 완도군에 편입되었다. 1914년 4월 1일에 전라남도 제주군에 편입되었고, 1946년 8월 1일 제주도와 함께 미군정의 군정법령 제94호(1946.7.2 공포)에 따라 전라남도에서 분리되었다.
1926년 추자도의 어업조합장 김상진이 식산은행 제주지점에서 차입한 4천 원으로 소금을 사서 시중가보다 비싸게 조합원들에게 팔고, 어민이 캔 천초를 이사 황석희 등 직원들과 짜고 강제로 매수하려 하였다. 이에 어민들이 저항하자 김상진은 추자경찰관 주재소에 연락해 이들을 구속시켰다. 그러나, 그에 굴하지 않고 예초리 어민 7백여 명이 5월 11일 추자도 어업조합의 부정을 규탄하면서 공동 판매 폐지와 조합장 처벌을 외치며 어업조합으로 난입하였다. 이에 김상진은 목포로 달아나고 추자도 주재소 경찰들이 공포탄을 쏘아 군중을 해산시켰다. 이 사건으로 21명이 검거되고, 김종만 등 7명이 옥고를 치렀다.(추자도 어민항쟁) 1932년 5월에도 일본 어부들의 유자망 어업으로 연안 어족들이 거의 고갈되다시피 하자 추자도 어민들은 생존권을 지키기 위해 저항하였고 많은 어민들이 구금되었으며, 당시 김봉수(영흥리), 박병석(영흥리) 외 11명이 유죄 선고를 받았다.

## 지리
추자군도는 황해와 남해가 교차하는 지점에 위치하여 어족이 풍부하고 어장이 잘 발달되어 있다. 주민 대부분이 어업 및 어업 관련 산업에 종사한다. 주요 어종으로는 조기·멸치·삼치·방어 등이 있으며, 멸치젓의 맛이 좋기로 유명하다.
주 섬인 상추자도와 하추자도는 총길이 212 m의 추자대교에 의해 서로 연결되어 있다. 면사무소는 상추자도의 대서리에 있다.
추자도는 예로부터 영산포에서 제주도를 오가던 배들의 피항지로, 고려 공민왕 23년(1374년)에 최영 장군이 목호의 난을 평정하러 영산포에서 제주도를 오가는 과정에서 풍랑을 피하고 함선을 정비하기 위해 추자도에 머물렀다. 상추자도에는 최영 장군의 사당이 있다.

## 행정 구역
- 대서리, 신양리, 신상리, 신하리, 영흥리, 사동, 장작리, 묵리, 예초리, 추포리

## 수산업

### 신양항
신양항은 신양1리에 있는 국가어항으로, 삭막한 콘크리트가 아니라 아치형의 드넓은 몽돌 해변으로 이루어진 보기 드문 어항이다. 장작평사(長作平沙)라 하여 추자 10경에 드는 아름다운 곳이다.

### 참치 양식
제주도는 추자도 연안 해상에 참치 가두리 양식을 추진하고 있다.

## 관광

### 추자 올레 코스
추자항 ~ 최영장군 사당 0.4km ~ 봉글레산 정상 1.5km ~ 순효각 입구 2.5km ~ 처사각 2.7km ~ 나바론 절벽정상 3.1km ~ 추자등대 3.3km ~ 묵리 고갯마루 5.1km ~ 신양항 7.7km ~ 모진이 몽돌해안 8.4km ~ 황경헌의 묘 9.3km ~ 신대산 전망대 10.2km ~ 엄바위 장승 11.6km ~ 돈대산 정상 12.8km ~ 추자교 15.4km ~ 영흥 쉼터 16.2km ~ 추자항 17.7km

### 주요 볼거리
- 모진이 작지 몽돌밭: 200여미터가 넘는 몽돌 해변으로, 파도의 박자에 맞춰 부르는 몽돌들의 노래는 몽환적이다.
- 추자도 등대: 국내에서 유일하게 남해의 다도해와 제주의 한라산을 한눈에 볼 수 있는 곳이다. 등대 아래로 펼쳐지는 추자도 풍경 또한 그림같이 아름답다.

## 대중교통
여객선
- 제주 ↔ 추자, 하루 2회 운행, 1시간 소요(퀸스타2호)
- 해남우수영 ↔ 추자 하루 2회 운행, 1시간 30분소요 (퀸스타 2호) / 목포↔해남우수영 구간은 셔틀버스가 무료로 제공된다.
- 완도 ↔ 추자, 하루 1회 운행, 2시간 40분 소요

마을버스
섬내 교통 수단은 버스가 하루 1시간 배차 간격으로 대서리와 신양리를 오가며 운행을 한다. 버스의 보유 댓수는 고작 2대 뿐이며, 기점은 대서리, 종점은 신양리이다. 그러나 정류장은 따로 없으며 손만 들면 버스가 정차하는 특징이다.
유일한 교통수단인 버스의 경우 단점은 점심 시간 1시간이 따로 포함되어 있기 때문에, 점심 시간대가 끼이는 경우이면 2시간간격으로 운행하고, 주말 같은 경우도 평일 점심시간대와 비슷하며, 택시는 없다.